# بافلو شربين
بافلو شربين مواليد 30 سبتمبر 1981، هو سائق راليات أوكراني بدأ مسيرته في سنة 2011. كان أول رالي له هو رالي السويد 2011.